# Nigritomyia responsalis
Nigritomyia responsalis är en tvåvingeart som först beskrevs av Walker 1865.  Nigritomyia responsalis ingår i släktet Nigritomyia och familjen vapenflugor. Inga underarter finns listade i Catalogue of Life.